# Kundō Koyama
Kundō Koyama (小山薫堂?   nacido en 1964) es un escritor japonés, conocido por escribir la serie de televisión Iron Chef y el ganador del Premio Óscar a la Mejor película de no habla inglesa por Okuribito en 2009. Koyama también trabajó bajo el seudónimo de Udon Kumayakko, un anagrama de su nombre real leído al revés en japonés.

## Biografía
Koyama nació en 1964 en Hondo (ahora parte de Amakusa), Kumamoto, Japón. Su padre, Kiyotsugu, trabajaba en finanzas, mientras que su madre, Takako, era dueña de un salón de belleza. Tiene un hermano llamado Shōdō (将 堂) tres años más joven que el que tiene síndrome de Down; Koyama dice que sus padres se esforzaron por criarlos por igual. Cuando era niño, Koyama consideró convertirse en poeta, pero no lo hizo.
Como estudiante de radiodifusión en el Colegio de Arte de la Universidad de Nihon, comenzó a trabajar con Yasuji Hayashi de Nippon Cultural Broadcasting. Hayashi, quien lo encontró como un «personaje interesante», le pidió a Koyama que comenzara a escribir guiones para su transmisión. En el tercer año de Koyama se diversificó en la escritura de guiones de televisión, haciendo su debut con el programa nocturno 11pm. Continuó con esta escritura después de la graduación, Koyama comenzó a llamar la atención por su trabajo en Kanossa no Kutsujoku (1990–1991) de Fuji Television, un programa nocturno que «tomó varios fenómenos y productos sociales modernos y los explicó satíricamente presentándolos como históricos eventos y folklore».
Más tarde, Koyama escribió Susume Denpa Shonen, de Nippon Television, y Iron Chef de Fuji. En 2003 escribió una serie nominada al Premio Emmy Internacional, The Perfect Manual.
En 2008, Shochiku contrató a Koyama para adaptar la novela autobiográfica de Aoki Shinmon, Coffinman: The Journal of a Buddhist Mortician (納棺夫日記 Nōkanfu Nikki?). Esta fue la primera aventura de Koyama en la industria del cine. Koyama descartó muchos de los temas religiosos del libro, cambiándolos por otros más humanistas e integró una trama secundaria de una novela que estaba escribiendo. Para el título, acuñó el término okuribito  un eufemismo para los funerarios derivado de las palabras okuru («enviar») y hito («persona»). La película final, Okuribito, fue presentada para los 81.º Premios Óscar como mejor película extranjera y ganó, convirtiéndose en la primera victoria japonesa en la categoría. Como guionista, Koyama recibió numerosos premios, incluyendo un Kinema Junpo Award, Premio Yomiuri, y el Premio de la Academia Japonesa. Para diciembre de 2009, la película había ganado 98 premios.
Koyama comenzó a dirigir el departamento de Diseño de Proyectos de la Universidad de Arte y Diseño de Tohoku cuando se estableció ese programa en 2009. El programa enseña a los estudiantes cómo planificar producciones. Más tarde ese año, fue uno de los escritores de Konchū monogatari - Mitsubachi Hutch ~Yūki no melody~, una adaptación cinematográfica del anime Mitsubachi Monogatari: Minashigo Hutch (1970-1971). También escribió la película de acción en vivo Snow Prince de 2009. En 2012, Koyama fue nombrado director representante y presidente del restaurante Shimogamo Saryo en Yamagata. En 2013, Koyama fue director de la compañía Amakusa Airlines, con sede en su ciudad natal. Cuando se le encargó la promoción de la prefectura de Kumamoto, hizo que el director de arte Manabu Mizuno diseñara la mascota con forma de oso Kumamon; generó $1.2 mil millones en ingresos para la prefectura en dos años.
La escritura de Koyama incluye varios artículos para periódicos y revistas. Ha lanzado varias novelas, incluyendo Film (フィルム) y Awaiting (まってる). Es el representante de N35 Inc., una agencia literaria especializada en guionistas de medios, y es presidente y CEO de la firma de marketing Orange and Partners.

## Obras citadas
- «ジャニーズJr.森本慎太郎"初体験"に「心臓バクバク」». eiga.com (en japonés). 12 de diciembre de 2009. Archivado desde el original el 24 de julio de 2014. Consultado el 10 de agosto de 2011.
- Akiyama, Noriko (14 de julio de 2013). «Popular broadcast writer Koyama believes new ideas spring from kindness». Asahi Shimbun (en inglés). Archivado desde el original el 12 de junio de 2014. Consultado el 23 de julio de 2014.
- Armstrong, Derek. «Departures (review)». Allmovie (en inglés). Rovi. Archivado desde el original el 24 de julio de 2014. Consultado el 24 de mayo de 2014.
- «Company» (en japonés). Orange and Partners. Archivado desde el original el 24 de julio de 2014. Consultado el 24 de julio de 2014.
- «Kumamon, Japan’s new superstar». The Hindu (en inglés). 25 de febrero de 2014. Consultado el 23 de julio de 2014.
- «Kundo Koyama» (en japonés). N35 Inc. Archivado desde el original el 23 de julio de 2014. Consultado el 23 de julio de 2014.
- «Kundo Koyama» (en inglés). Asia Pacific Screen Awards. Archivado desde el original el 23 de julio de 2014. Consultado el 23 de julio de 2014.
- Morozumi, Masako (Marzo de 2003). «障害乳幼児をもつ親への子育て支援 ― きょうだいの問題について ―» [Un apoyo y educación para padres de niños con discapacidades: sobre problemas de hermanos de niños con discapacidades]. Ritsumeikan Ningen Kagaku Kenkyū (en japonés) (Ritsumeikan University) (5): 225-236.
- Nippon Academy-shō Association staff. «第32回日本アカデミー賞優秀作品» [32nd Japan Academy Prize] (en japonés). Nippon Academy-shō Association. Archivado desde el original el 4 de junio de 2014. Consultado el 4 de junio de 2014.
- Okuyama, Yoshiko (Abril de 2013). «Shinto and Buddhist Metaphors in Departures». Journal of Religion and Film (en inglés) 17 (1, art. 39). ISSN 1092-1311. Archivado desde el original el 15 de junio de 2014. Consultado el 18 de julio de 2014.
- Schilling, Mark (11 de enero de 2009). «Yojiro Takita pic tops Kinema Junpo Awards». Variety. Archivado desde el original el 10 de junio de 2014. Consultado el 4 de junio de 2014.
- Schilling, Mark (11 de diciembre de 2009). «A decade when Japan's cinema stood up to Hollywood menace». The Japan Times (en inglés). Archivado desde el original el 15 de junio de 2014. Consultado el 15 de junio de 2014.
- Tanabe, Hideyuki (2 de marzo de 2009). «第８１回米アカデミー賞 外国語映画受賞 「おくりびと」» [81st American Academy Awards Foreign-Language Film Winner Okuribito]. Mainichi Shimbun (en japonés). p. 9.
- «The Adventures of Hutch the Honeybee Anime to Get Film (Updated)» (en inglés). Anime News Network. 27 de diciembre de 2009. Archivado desde el original el 25 de julio de 2014. Consultado el 25 de julio de 2014.
- Yomiuri staff. «読売文学賞　第５１回（平成１１年度）～第６０回（平成２０年度）» [51st–60th Yomiuri Prize (1999–2008)]. Yomiuri Shimbun (en japonés). Archivado desde el original el 10 de junio de 2014. Consultado el 3 de junio de 2014.
- Yoshida, Narihiko (2010). アイデアをカタチにする仕事術: ビジネス・プロデューサーの７つの能力 [Dando forma a una idea: siete habilidades de los productores comerciales] (en japonés). Toyo Keizai. ISBN 978-4-492-04367-7.